# Louise af Belgien
 Ikke at forveksle med Louise af Belgien (født 2004).
Prinsesse Louise af Belgien (Louise Marie Amélie; født 18. februar 1858 - 1. marts 1924) var den ældste datter af Leopold 2. af Belgien og Marie Henriette af Østrig.

## Ægteskab og børn
D. 4. februar/4. maj 1875 giftede Louise sig med sin grandfætter prins Philip af Sachsen-Coburg og Gotha, hvis mor var søster til Louises mormor, dronning Louise af Belgien.
Ægteskabet mellem Philip og Louise viste sig at være katastrofalt, og hun forlod sin mand i 1896. I 1898 mistede hun forældremyndigheden over sine børn, og den 15. januar 1906 blev skilsmissen gennemført i Gotha. Årsagen til adskillelsen var hendes langvarige forhold til grev Géza af Mattachich-Keglevich (1867-1923). Louise havde haft andre affærer, før hun mødte Géza, blandt andet med Philips adjudant.
De havde to børn:
- Leopold Clement af Sachen-Coburg og Gotha (19. juli 1878 - 27. april 1916)
- Dorothea af Sachsen-Coburg og Gotha (30. april 1881 - 21. januar 1967)